# Kostopil (huyện)
Huyện Kostopil (tiếng Ukraina: Костопільський район, chuyển tự: Kostopils'kyi raion) là một huyện của tỉnh Rivne thuộc Ukraina. Huyện Kostopil có diện tích 1497 km², dân số theo điều tra dân số ngày 5 tháng 12 năm 2001 là 65559 người với mật độ 44 người/km2. Trung tâm huyện nằm ở Kostopil.